# Rosoboronexport
 (juillet 2015).
Si vous disposez d'ouvrages ou d'articles de référence ou si vous connaissez des sites web de qualité traitant du thème abordé ici, merci de compléter l'article en donnant les références utiles à sa vérifiabilité et en les liant à la section « Notes et références ».
Rossoboronexport (nom officiel en russe : Федеральное государственное унитарное предприятие Рособоронэкспорт, forme courte : ФГУП Рособоронэкспорт ) est l'agence russe chargée des exportations du complexe militaro-industriel russe créé par décret par le président de la Russie, Vladimir Poutine, le 4 novembre 2000 succédant aux agences de l'ère soviétique chargées de cette activité.
Le directeur général de rossoboronexport de 2004 à 2007 est Sergueï Tchemezov, auquel a succédé Anatoli Issaïkine.
Le carnet de commandes de rossoboronexport en août 2006 s'élevait à 21 milliards de dollars, soit quatre fois plus que lors de la création de l'agence et elle a exporté pour 2 milliards de dollars d'armements au premier semestre de l'année 2006. En 2011, les exportations d'équipements militaires de la Russie ont atteint 13,2 milliards de dollars dont 10,7 milliards de dollars effectué par l'agence .

## Histoire
Rossoboronexport est le successeur juridique des exportateurs d'armes de l’état existant dans l'ex-URSS et de la Russie d'aujourd'hui. Son précurseur, une agence étatique intermédiaire dans le domaine militaro-technique, a été créé le 8 mai 1953, sous la forme du département général d’ingénierie au sein du ministère du commerce domestique et à l'exportation de l'URSS.
Avec l'expansion du domaine d'activité du complexe militaro-industriel, un certain nombre de nouvelles institutions spécialisées à l'exportation a été mis en place. À la fin des années 1990, il y avait deux sociétés intermédiaires de l’état dans le pays, Rosvooroujenie et Promexport.
Le 4 novembre 2000, l'entreprise rossoboronexport a été instituée par le décret no 1834 du président russe, Vladimir Poutine, en tant que seul organisme étatique russe chargé de l’import-export dans le domaine militaire.
Le 4 août 2006, l'administration Bush a imposé des sanctions à rossoboronexport, l'accusant de livraisons à l'Iran en violation de la loi américaine de 2000 de non-prolifération concernant l'Iran. Le ministère russe de la Défense dit que la décision des États-Unis reflète son mécontentement face à la vente d'armes russes au Venezuela. rossoboronexport a été interdit de faire des affaires avec le gouvernement fédéral des États-Unis de 2008 à 2010, quand les États-Unis ont levé ces sanctions en réponse au soutien de la Russie pour une résolution de l'ONU sur le programme nucléaire de l'Iran.
Le 19 janvier 2007, le président russe Vladimir Poutine a signé un décret faisant de rossoboronexport le responsable de toutes les exportations d'armes.
Il a été signalé que rossoboronexport devait être intégré en une société holding d’état appelée Rostec d'ici la fin de l'année 2007.
Le 18 septembre 2008, rossoboronexport accepte de vendre des systèmes anti-aériens russes avancés S-300 à l'Iran après la nouvelle que les États-Unis avaient accepté de fournir à Israël des GBU-39 (bombes guidées de petit diamètre).
En 2012, Rossoboronexport est tenu pour le fournisseur principal d'armes de la Syrie, mais la Russie soutient que ses ventes d'armes au gouvernement syrien sont basés sur des contrats de longue date entre les deux pays. La Russie estime que les armes vendues à la Syrie sont purement de nature défensive, ne peuvent pas être utilisés contre les civils et sont principalement des installations de défense aérienne. La rénovation des hélicoptères de fabrication russe, et la livraison de missiles S-300 anti-aériens causés une grande attention internationale. Les États-Unis, l'Allemagne et Israël ont tous été opposés à des transferts d'armes à la Syrie.
En Juillet 2013, Rossoboronexport a enregistré 34 milliards de dollars des commandes pour 66 pays.
En décembre 2017, le premier satellite de l'Angola « AngoSat-1 » est lancé. Rossoboronexport servi en tant que leader de l'équipe de projet. Le contrat qui a débuté en 2009 a été d'une valeur estimée 328 000 000 USD.
Le 20 janvier 2022 Vladimir Poutine récompense 12 employés de Rossoboronexport de la médaille de "l'Ordre du mérite pour la patrie" et une médaille de "l'Ordre de l'honneur" pour tout le travail qu'ils ont accompli et pour leur service à la nation.

## Activité
Rossoboronexport est impliqué dans 90 % des exportations d'armes russes. Rossoboronexport fournit également des services dans la formation des armements vendus, mais aussi dans le service après-vente tel que réparation, approvisionnement en carburant, huile… Rossoboronexport fournit également son assistance pour la création d'usines d'armement, de dépôts, de centres de formation, etc. Intervention également pour la mise à niveau et l'amélioration d'armements précédemment livrés.
Le siège de Rossoboronexport est à Moscou, la société a des bureaux implantés dans environ 44 autres pays. Rossoboronexport comporte plus de 1 500 instituts, usines et bureaux de développement et production d'armements.
L'entreprise participe également à de nombreux salons de l'armement mais à la suite des différentes sanctions que s'est vu imposer la Russie à partir de 2014 de l'annexion de la Crimée Robosobronexport s'est vu refuser l'entrée à la majorité des salons occidentaux. L’entreprise participe quand même à certains salons mais principalement aux salons organisés par les pays du Golfe et par la Russie elle-même.

## Direction
- 1993 - 1994 : Victor Samoilov
- 1994 - 1997 : Alexander Kotelkin
- 1997 - 1998 : Evgeny Ananiev
- 1988 - 1999 : Grigori Rapota
- 1999 - 2000 : Alexeï Ogarev
- 2000 à 2044 : Andrei Belyaninov
- 2004 - 2007 : Sergueï Tchemezov
- 2007 - 2016 : Anatoly Isaikin